# Marcel Van de Velde

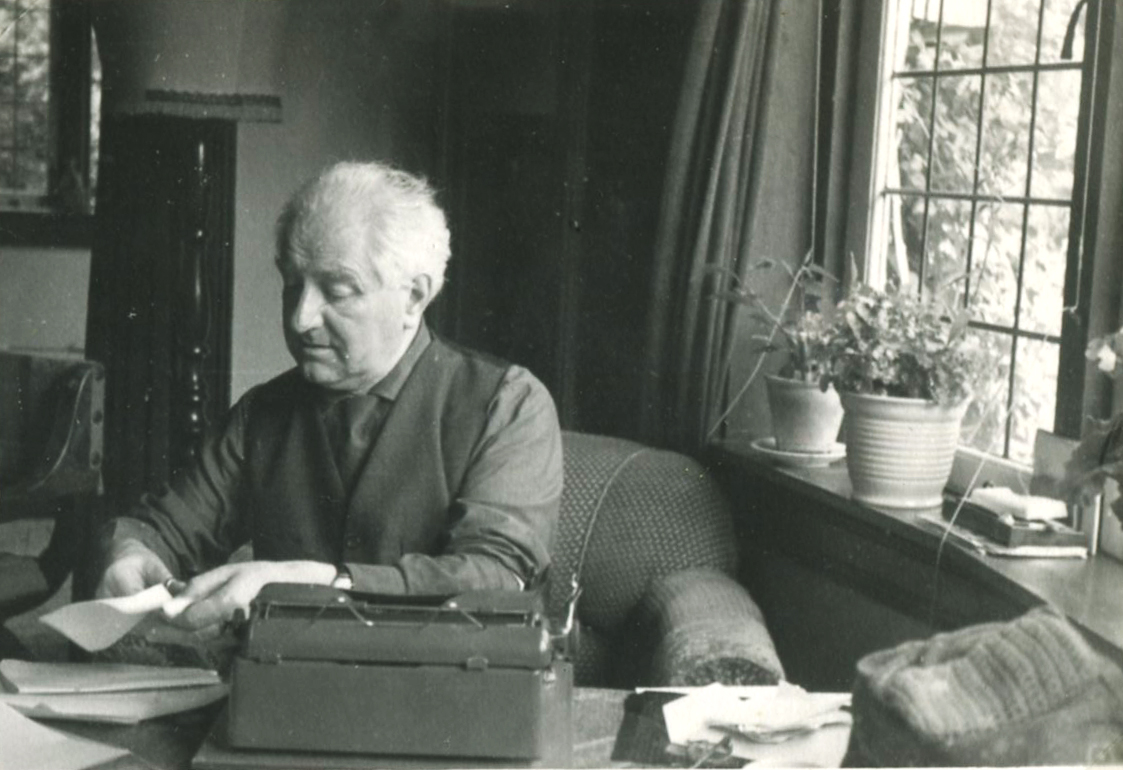
Marcel Van de Velde aan zijn schrijftafel (In Den Brugschen Eenhoorn, Genthof, Brugge).

Marcel Van de Velde (Brugge, 28 mei 1898 - 24 oktober 1964), pseudoniemen Markward en Marc Stennink, was een Vlaams schrijver, journalist, verpleger, avonturier en boekhandelaar.

## Levensloop
Marcel Auguste Fritz Vandevelde was een zoon van Arthur Frans Emile Vandevelde, bureauchef bij het provinciebestuur van West-Vlaanderen. Hij werd auteur van een omvangrijk oeuvre. Naast afzonderlijke publicaties, leverde hij ook artikels voor het West-Vlaams tijdschrift Biekorf.
Tijdens de Eerste Wereldoorlog week Vandevelde uit naar Nederland. Hij was, onder invloed van zijn huisarts Emile Dumon en van Jan Derk Domela Nieuwenhuis Nyegaard, Vlaams activist geworden. In Middelburg en nadien in Amsterdam werd hij pacifist en gaf geen gevolg toen hij werd opgeroepen om naar Engeland te vertrekken en zich bij het Belgisch leger te voegen. Hij werd door de Belgische krijgsraad als deserteur veroordeeld. 
Hij volgde gedurende twee jaar lessen in verpleegkunde en was een jaar verpleger in een krankzinnigengesticht in Den Dolder. Hij werd communist en ging als verpleger in de Sovjet-Unie werken. Toen hij terugkeerde werkte hij van 1925 tot 1929 mee aan de communistische krant De Tribune. Hij verliet partij en krant na een conflict. 
Hij keerde zich weldra naar de theosofie. Hij reisde door Duitsland en geraakte, uitsluitend vanwege zijn vlaams-activisme en talenkennis, in de ban van het nationaalsocialisme. In 1928 huwde hij met Alwine Doris Löhr, van Duitse origine wonend te Amsterdam. In 1933 werd het huwelijk ontbonden. In 1936 nam hij de Nederlandse nationaliteit aan. Aan de Weesperzijde in Amsterdam leidde hij een boekhandel onder de naam Hansa-Boekerij, gespecialiseerd in de theosofie. 
In 1940 werd hij als ex-communist door de Duitsers gearresteerd en na korte tijd weer vrijgelaten. Hij zocht opnieuw contact met Jan Derk Domela Nieuwenhuis Nyegaard en sloot zich aan bij het Nationaal Front. 
Hij werd bibliothecaris van de door de Duitsers gecontroleerde Nederlandse radio-omroep. Na de oorlog werd hij opgepakt en tot vier jaar gevangenis veroordeeld. Tijdens die jaren bekeerde hij zich tot het katholicisme, maar na een paar jaar werd hij protestant. In 1948 kwam hij vrij.
In 1941 was hij in Amsterdam getrouwd met Johanna Emma Meijer (Zaandam, 1911 - Brugge, 1999) met wie hij vier kinderen kreeg. Marcel Vandevelde werd na de bevrijding opgepakt omwille van zijn Vlaams en Duitsgezinde publicaties en verbleef in een interneringskamp. Een deel van het gezin kwam terecht in een opvangtehuis tot Marcel werd vrijgelaten en het gezin werd herenigd in 1946. In 1954 keerde hij met zijn gezin naar Brugge terug en werd er in het Genthof boekhandelaar-antiquaar en uitgever onder de naam In den Brugschen Eenhoorn. Johanna Meijer volgde hem naar Brugge, maar enkele jaren na zijn dood vertrok ze weer naar Westdorpe, Nederland, teneinde volop van haar pensioen te kunnen genieten. De boekhandelsactiviteit werd door zijn oudste zoon Arthur Willem Vandevelde verdergezet als Antiquariaat A.W. Vandevelde en door zijn oudste dochter Titia Vandevelde verdergezet als In Den Eenhoorn tot 2018. Titia was de eerste vrouwelijke boekhandelaarster en kwam meermaals in de media. Ze overleed thuis op 14 april 2021. De handelsactiviteit werd overgenomen door haar zoon Olivier R. F. Van Gierdeghom. Zijn handelspand in Groeninge kreeg na haar overlijden als bijnaam In Den Eenhoorn.
In deze tweede Brugse periode verleende Marcel Vandevelde medewerking aan de lokale kranten Burgerwelzijn, Brugsche Courant, Brugsch Handelsblad, De Zeewacht en Vlaams Weekblad.

## Publicaties
- Eerstelingetjes, 1918, poëzie.
- Vlaamsche Verzinge, 1920, poëzie.
- Dichterlijke zaminghe, 1921, poëzie.
- Der waarheid heilig kleed, 1923, poëzie.
- Kennelijke plaatsing van het theosofisch begrip, 1923, essay.
- Kosmisch Kommunisme, 1923, essay.
- Brugges' vereeren, 1926, poëzie.
- Geschiedenis der Jong-Vlaamsche Beweging, 1914-1918, 1941.
- Beperkte keur, 1953, poëzie.
- Verdoken Brugse lier, 1954, poëzie.
- Van over de groote rivieren, 1955, poëzie.
- Van de wondere zwane Bianca, 1958, legende.
- Belevenissen in een Brugse kelder, 1959, legende.
- Aphorismen: gedachten, inzichten, belijdenissen en levensgevolgtrekkingen, 1960.
- Dagboekwijsheid, 1961.
- Legenden van Brugge tot het Zwin, 1962, legenden.
- Hemelijkheden uit het Brugse Vrije, 1963, legenden.
- De Legende van Jantje van Sluis, 1963, vertaling legenden.
- Brugge, die wondere, 1964, legenden.
- Brugse paneeltjes, 1966, postuum.
- Coquit. Roman van een jeugd, 1894-1917, 1967, postuum.
- Legenden van Brugge, Verborgen sprookjes en volkse verbeelding uit West- en Zeeuws-Vlaanderen, 2024, postuum.